# Hubie White
Hubert "Hubie" White Jr. (Filadelfia, Pensilvania, 26 de enero de 1940) es un exjugador de baloncesto estadounidense que jugó durante dos temporadas en la NBA, dos más en la ABA y otras seis en la CBA. Con 1,93 metros de estatura, lo hacía en la posición de base.

## Trayectoria deportiva

### Universidad
Jugó durante cuatro temporadas con los Wildcats de la Universidad Villanova, en las que promedió 20,6 puntos y 9,7 rebotes por partido. En 1962 fue incluido en el mejor quinteto de la Philadelphia Big 5. Su camiseta con el número 14 fue retirada por su universidad en 2001.

### Profesional
Fue elegido en la decimosexta posición del Draft de la NBA de 1962 por San Francisco Warriors, donde apenas contó con oportunidades de juego en su única temporada en el equipo, jugando 29 partidos en los que promedió 3,2 puntos y 1,2 rebotes. Antes del comienzo de la temporada 1963-64 fue traspasado a Philadelphia 76ers a cambio de John Windsor.
En los Sixers jugó 23 partidos antes de ser cortado, y marcharse a la CBA, una liga menor, en la que jugó durante cuatro temporadas, hasta que en 1969 es llamado por los Miami Floridians de la ABA, donde en su única temporada prtomedió 6,7 puntos y 2,9 rebotes por partido. Al año siguiente ficha por los Pittsburgh Condors, pero solo disputa 14 partidos antes de ser cortado. Terminó su carrera nuveamente en la CBA, jugando una temporada con los Trenton Pat Pavers.

## Estadísticas de su carrera en la NBA y la ABA

### Temporada regular
| Temporada | Edad | Equipo                 | Liga  | P   | TIT | MIN  | TC  | TCA | %TC  | 3P  | 3PA | %3P  | TL  | TLA | %TL  | R.OF. | R.DEF. | REB | ASIS | ROB | TAP | PER | FP  | PTS |
| 1962-63   | 23   | San Francisco Warriors | NBA   | 29  |     | 9.3  | 1.4 | 3.8 | .360 |     |     |      | 0.4 | 0.6 | .667 |       |        | 1.2 | 1.0  |     |     |     | 1.6 | 3.2 |
| 1963-64   | 24   | Philadelphia 76ers     | NBA   | 23  |     | 8.5  | 1.3 | 4.6 | .295 |     |     |      | 0.7 | 1.2 | .607 |       |        | 1.8 | 0.5  |     |     |     | 1.2 | 3.4 |
| 1969-70   | 30   | Miami Floridians       | ABA   | 54  |     | 15.3 | 2.7 | 6.7 | .402 | 0.1 | 0.8 | .163 | 1.1 | 1.6 | .738 | 1.3   | 1.6    | 2.9 | 1.0  |     |     | 1.1 | 2.7 | 6.7 |
| 1970-71   | 31   | Pittsburgh Condors     | ABA   | 14  |     | 11.9 | 1.2 | 4.4 | .279 | 0.1 | 0.5 | .286 | 0.7 | 0.9 | .769 | 0.7   | 1.6    | 2.3 | 1.0  |     |     | 0.7 | 2.0 | 3.3 |
| Total     |      |                        | TOTAL | 120 |     | 12.1 | 2.0 | 5.3 | .366 | 0.1 | 0.7 | .180 | 0.8 | 1.2 | .706 | 1.2   | 1.6    | 2.2 | 0.9  |     |     | 1.0 | 2.1 | 4.8 |
|           |      |                        | ABA   | 68  |     | 14.6 | 2.4 | 6.2 | .384 | 0.1 | 0.7 | .180 | 1.1 | 1.4 | .742 | 1.2   | 1.6    | 2.8 | 1.0  |     |     | 1.0 | 2.6 | 6.0 |
|           |      |                        | NBA   | 52  |     | 9.0  | 1.4 | 4.2 | .329 |     |     |      | 0.6 | 0.9 | .630 |       |        | 1.5 | 0.8  |     |     |     | 1.4 | 3.3 |